# Azione Elettorale Solidarność
Azione Elettorale Solidarność (in polacco: Akcja Wyborcza Solidarność, AWS) è stata una coalizione di partiti politici polacchi costituitasi nel 1996. Espressione del movimento sindacale Solidarność, ad essa aderirono numerose formazioni di orientamento conservatore, cristiano-democratico e liberale, tra cui:
- Unione Cristiano-Nazionale (Zjednoczenie Chrześcijańsko-Narodowe, ZChN);
- Partito Conservatore-Popolare (Stronnictwo Konserwatywno-Ludowe, SKL);
- Accordo di Centro (Porozumienie Centrum, PC);
- Partito dei Democratici Cristiani (Partia Chrześcijańskich Demokratów, PChD);
- Confederazione della Polonia Indipendente (Konfederacja Polski Niepodległej, KPN).

Presieduta prima da Marian Krzaklewski e poi da Jerzy Buzek, nel 2001 assunse la denominazione di Azione Elettorale Solidarność della Destra (Akcja Wyborcza Solidarność Prawicy, AWSP).

## Storia
La coalizione si presentò in occasione delle elezioni parlamentari del 1997, quando si attestò come la prima forza politica del Paese col 33,8% dei voti: Jerzy Buzek divenne Presidente del Consiglio, sostenuto anche dall'Unione della Libertà.
Nell'ambito di AWS fu poi costituito, l'8 dicembre 1997, un nuovo soggetto politico, il Movimento Sociale AWS (Ruch Społeczny AWS - RS AWS), chiamato a raccogliere tutti gli esponenti dell'alleanza che, non appartenendo ad alcuno dei partiti della coalizione, erano stati eletti in rappresentanza di Solidarność.
L'International Republican Institute (IRI), un'organizzazione statunitense vicina al Partito Repubblicano, ha reso noto di aver promosso la costituzione dello schieramento, di averne favorito l'ascesa nel corso della campagna elettorale e di aver operato allo scopo di orientare il consenso dell'opinione pubblica a vantaggio del governo sostenuto da AWS. Tuttavia, le riforme interne, l'accesso alla NATO nel 1999 e il processo di integrazione nell'Unione europea provocarono vari conflitti all'interno della coalizione: molti esponenti aderirono così a Piattaforma Civica, come Jerzy Buzek, e a Diritto e Giustizia.
In occasione delle elezioni parlamentari del 2001 l'alleanza assunse la denominazione di Azione Elettorale Solidarność della Destra, comprendente il Movimento Sociale AWS, l'Unione Cristiana Nazionale e l'Accordo dei Cristiani Democratici Polacchi (in cui era frattanto confluito il PChD): la coalizione ottenne il 5,6% dei voti senza conseguire alcun seggio e fu così dissolta.

## Risultati elettorali
| Elezione          | Elezione | Voti      | %     | Seggi     |
| ----------------- | -------- | --------- | ----- | --------- |
| Parlamentari 1997 | Sejm     | 4.427.373 | 33,83 | 201 / 460 |
| Parlamentari 2001 | Sejm     | 729.207   | 5,60  | 0 / 460   |